# 위생

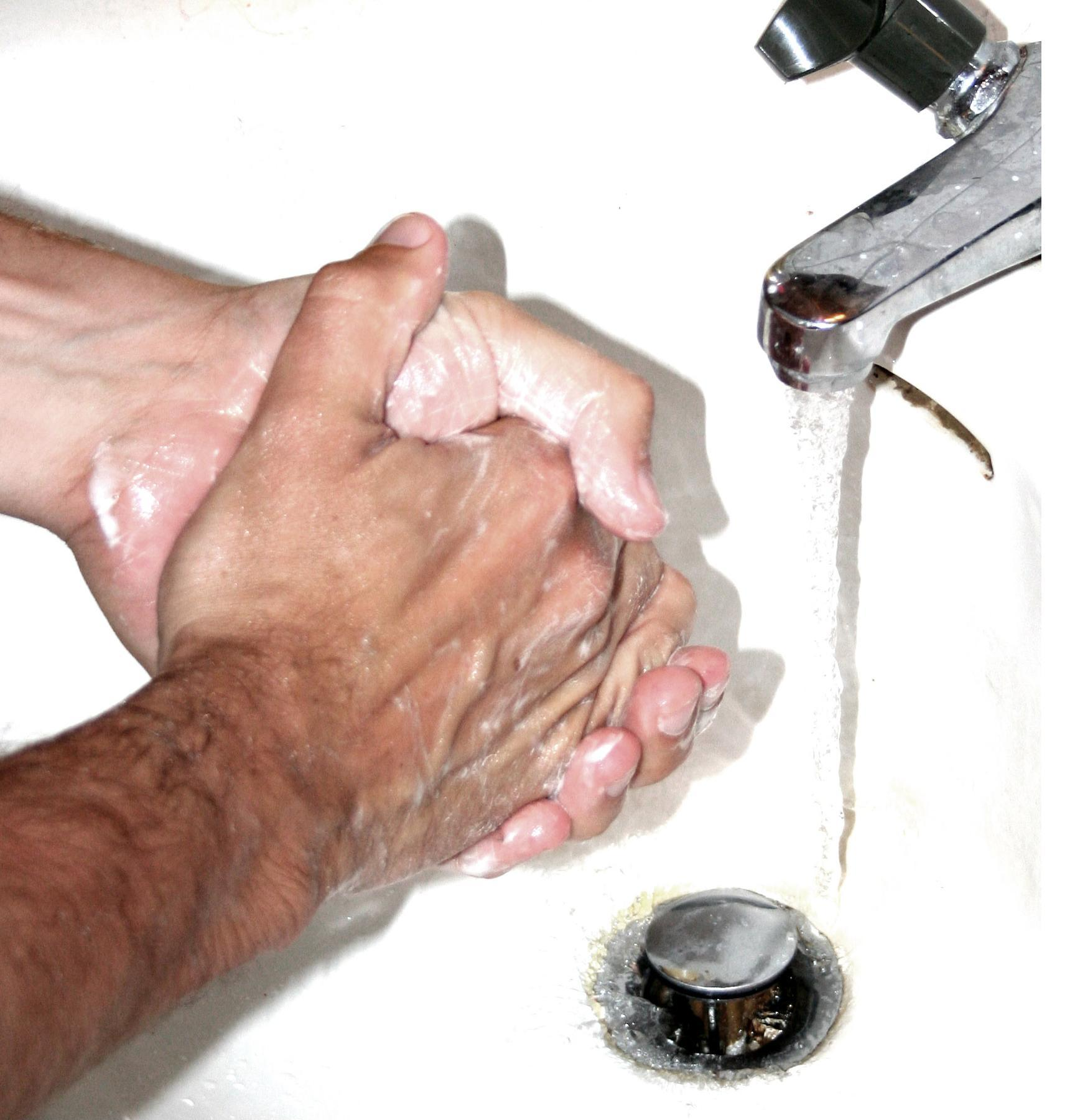
위생의 한 형태인 손 씻기는 전반적으로 감염병의 확산을 막는 가장 효율적인 방법이다.

위생(衞生)은 삶을 저해시키거나 해를 끼치는 것을 제거하여 삶을 지키는 일을 말한다. 현대 의학에서는 상황별로 권장되는 위생 기준이 정립되어 있으며, 문화, 성별 등에 따라 위생적인지 아닌지가 달라질 수 있다. 일부 위생적으로 실천하는 일들은 사회에서 좋은 습관으로 간주되고, 이러한 실천을 무시하면 더럽거나 존경을 받지 못하는 일로 취급될 수 있다. 세계 보건 기구(WHO)에 따르면, 위생은 건강을 관리하고 질병 확산을 예방하는 것을 돕는 조건이자 실천을 가리킨다.

## 용어
위생의 영어 낱말 hygiene은 건강을 뜻하는 그리스어 ὑγιεινή (τέχνη)에서 라틴어화된 프랑스어 hygiene에서 비롯한 것이다.

## 역사
위생에 관한 최초의 기록 문헌은 마누 법전, 비슈누 푸라나와 같은 힌두 본문에서 발견할 수 있다. 목욕하는 일은 힌두교에서 5가지 니탸 카르마(일일 의무) 가운데 하나로, 일부 경전에 따르면 이를 수행하지 않으면 죄이다.
정기적인 목욕은 로마 문명의 특징의 하나였다.

## 식품 관리
음료수 처리, 쓰레기, 분뇨, 하수와 폐기물 처리, 공중위생, 접객업소와 공중이용시설 및 위생용품의 위생관리, 조리, 식품 및 식품첨가물과 이에 관련된 기구 용기 및 포장의 제조와 가공에 관한 위생 관련 업무를 말한다.

## 같이 보기
- 세계 보건 기구
- 불결 공포증